# ماركو لاسيكا
ماركو لاسيكا مواليد 30 أبريل 1988 في نيكشيتش، الجبل الأسود، هو لاعب كرة يد مونتينيغري يلعب كجناح أيمن. يلعب حاليا مع بوليتخنيكا تيميشوارا ويحمل الرقم 10. مثل منتخب الجبل الأسود لكرة اليد.

## سجل المنافسة
شارك في البطولات التالية:
- بطولة أوروبا لكرة اليد للرجال 2014

## الإنجازات
- الدوري الروماني لكرة اليد:
  - الميدالية البرونزية: 2015–16
- دوري الجبل الأسود لكرة اليد:
  - الفوز: 2007، 2009، 2010
- كأس أوروبا لكرة اليد:
  - الفوز: 2013–14

## روابط خارجية
- ماركو لاسيكا على موقع الاتحاد الأوروبي لكرة اليد (الإنجليزية)